# マツダ小田原
マツダ小田原株式会社（マツダおだわら）は、神奈川県南部を営業エリアとするマツダのカーディーラー。
旧ユーノス系ディーラーであり、小田原市の建設資材商社「マルセン株式会社」のグループ会社である。
かつてはマツダがシトロエンの輸入を中止した後もシトロエン・ジャポンの正規ディーラーとして販売を行っていたが、撤退した。
2015年9月にマツダ小田原飯泉が「新世代店舗」にリニューアルされたと同時に本社も小田原市飯泉に変更された。

## 事業所

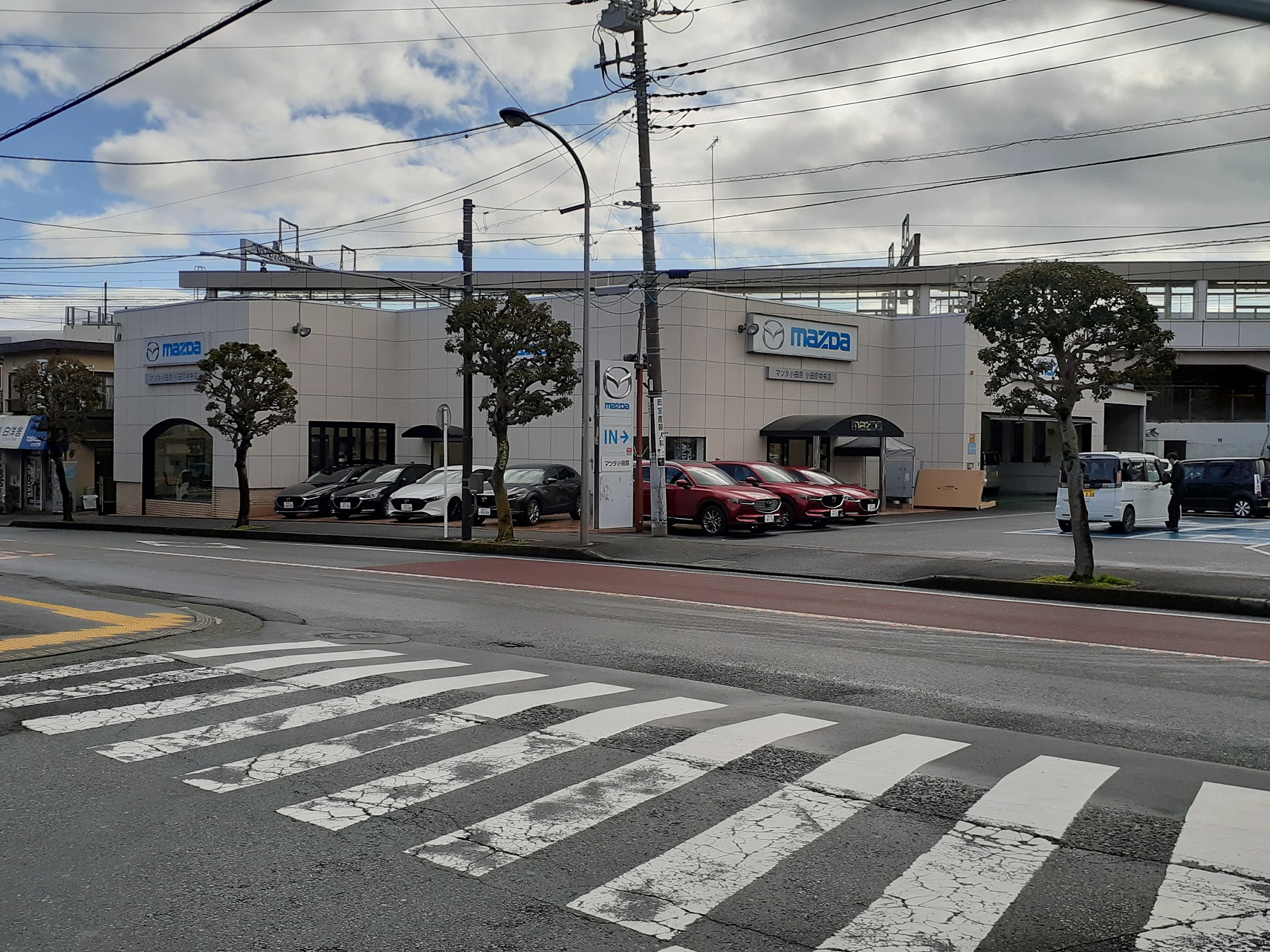
マツダ小田原中央（2021年閉店）

- マツダ小田原(旧関東マツダ・マツダアンフィニ横浜小田原店)
  - 小田原市飯泉954-8
- マツダ小田原サービスショップ
  - 小田原市飯泉941
- マツダ秦野(旧関東マツダ・マツダアンフィニ横浜秦野店)
  - 秦野市平沢538-4

### 閉店
- マツダ小田原中央(旧ユーノスフリー小田原西口店)
  - 小田原市城山1-7-27